# Vallourec
Vallourec è un'azienda industriale francese, è il secondo produttore mondiale di tubi di acciaio senza saldatura.
Vallourec è un fornitore per le industrie petrolifere e del gas, dell'energia elettrica, petrolchimiche, dell'ingegneria e automobilistiche.
Il gruppo produce principalmente dei di perforazione dei pozzi petroliferi e del gas, tubi oleodotti e raffinerie, tubi di caldaia per impianti di generazione di energia e tubi per le apparecchiature a comando idraulic.
Il suo principale concorrente è Tenaris.

## Azionisti (2016)
- Bpifrance (14,78%)
- CDC Savings Fund (1,68%)
- Nippon Steel & SUmitomo Metal (14,78%)